# Yerupaja
Der Yerupaja oder Nevado Yerupaja ist ein Berg der Cordillera Huayhuash im nördlichen Zentralperu und Teil der Hochgebirgskette der Anden.
Mit 6635 m (nach anderen Quellen: 6617 m) ist er der zweithöchste Gipfel in Peru und die höchste Erhebung der Cordillera Huayhuash. Der Gipfel wurde erstmals 1950 von Jim Maxwell und Dave Harrah bestiegen, der Nordgipfel Yerupaja Norte 1965 vom Wellingtoner Roger Bates und Graeme Dingle.
1969 reiste die Jubiläumsexpedition des ÖAV-Innsbruck in die Anden. Ziel war die unbestiegene Ostwand des Yerupaja. Deren Durchsteigung gelang Reinhold Messner und Peter Habeler. Allerdings mussten sie am Gipfelgrat umkehren, weil der Gipfelaufbau aus Schutt und die Gipfelwächte aus weichem Schnee bestand; außerdem war es zu spät am Nachmittag. Während Messner und Habeler wenige Tage später den Yerupaja Chico (6121 m) erstbestiegen, erreichten Sepp Mayerl und Egon Wurm den Gipfel des Yerupaja Grande über den Südostpfeiler. Sie überschritten den Vorgipfel, biwakierten in Gipfelnähe (wo Messner und Habeler aus der Wand ausgestiegen waren) und querten unterhalb des Gipfels zum rechten Grat, von wo aus sie zum Hauptgipfel aufsteigen konnten.
Es hat bisher erst wenige erfolgreiche Besteigungen des Yerupaja-Gipfels gegeben, weil er als einer der am schwierigsten zu besteigenden Andengipfel gilt. Der meistgenutzte Zugang geht von Huaraz über Chiquian und Jahuacocha aus.
1986 gelang Erich Gatt und Klaus Springfeld (beide aus Innsbruck) als Mini-Expedition die Direttissima der Yerupaja Westwand. Sie gilt als höchste Eiswand der Anden. Der Abstieg erfolgte über die normale Westwand.